# جان باشليت
جان باشليت (بالفرنسية: Jean Bachelet)‏ هو مصور سينمائي فرنسي، ولد في 8 أكتوبر 1894 في دول (فرنسا) في فرنسا، وتوفي في 26 فبراير 1977 في كان في فرنسا.

## وصلات خارجية
- جان باشليت على موقع IMDb (الإنجليزية)
- جان باشليت على موقع ألو سيني (الفرنسية)
- جان باشليت على موقع أول موفي (الإنجليزية)
- جان باشليت على موقع قاعدة بيانات الأفلام السويدية (السويدية)
- جان باشليت على موقع قاعدة بيانات الفيلم (الإنجليزية)
- جان باشليت على موقع كينوبويسك (الروسية)